# SMAD1
SMAD1 (англ. SMAD family member 1) – білок, який кодується однойменним геном, розташованим у людей на короткому плечі 4-ї хромосоми. Довжина поліпептидного ланцюга білка становить 465 амінокислот, а молекулярна маса — 52 260.
| 10         |  | 20         |  | 30         |  | 40         |  | 50         |
| ---------- |  | ---------- |  | ---------- |  | ---------- |  | ---------- |
| MNVTSLFSFT |  | SPAVKRLLGW |  | KQGDEEEKWA |  | EKAVDALVKK |  | LKKKKGAMEE |
| LEKALSCPGQ |  | PSNCVTIPRS |  | LDGRLQVSHR |  | KGLPHVIYCR |  | VWRWPDLQSH |
| HELKPLECCE |  | FPFGSKQKEV |  | CINPYHYKRV |  | ESPVLPPVLV |  | PRHSEYNPQH |
| SLLAQFRNLG |  | QNEPHMPLNA |  | TFPDSFQQPN |  | SHPFPHSPNS |  | SYPNSPGSSS |
| STYPHSPTSS |  | DPGSPFQMPA |  | DTPPPAYLPP |  | EDPMTQDGSQ |  | PMDTNMMAPP |
| LPSEINRGDV |  | QAVAYEEPKH |  | WCSIVYYELN |  | NRVGEAFHAS |  | STSVLVDGFT |
| DPSNNKNRFC |  | LGLLSNVNRN |  | STIENTRRHI |  | GKGVHLYYVG |  | GEVYAECLSD |
| SSIFVQSRNC |  | NYHHGFHPTT |  | VCKIPSGCSL |  | KIFNNQEFAQ |  | LLAQSVNHGF |
| ETVYELTKMC |  | TIRMSFVKGW |  | GAEYHRQDVT |  | STPCWIEIHL |  | HGPLQWLDKV |
| LTQMGSPHNP |  | ISSVS      |  |            |  |            |  |            |

A: Аланін

C: Цистеїн

D: Аспарагінова кислота

E: Глутамінова кислота

F: Фенілаланін

G: Гліцин

H: Гістидин

I: Ізолейцин

K: Лізин

L: Лейцин

M: Метіонін

N: Аспарагін

P: Пролін

Q: Глутамін

R: Аргінін

S: Серин

T: Треонін

V: Валін

W: Триптофан

Кодований геном білок за функцією належить до фосфопротеїнів. 
Задіяний у таких біологічних процесах як транскрипція, регуляція транскрипції, поліморфізм, ацетиляція, альтернативний сплайсинг. 
Білок має сайт для зв'язування з іонами металів, іоном цинку, ДНК. 
Локалізований у цитоплазмі, ядрі.